# Leptothorax terrigena
Leptothorax terrigena är en myrart som beskrevs av Wheeler 1903. Leptothorax terrigena ingår i släktet smalmyror, och familjen myror. Inga underarter finns listade i Catalogue of Life.